# Chelostoma carinocaudatum
Chelostoma carinocaudatum är en biart som beskrevs av Wu 2004. Chelostoma carinocaudatum ingår i släktet blomsovarbin, och familjen buksamlarbin. Inga underarter finns listade i Catalogue of Life.